# 鹳黄色弯曲菌
鹳黄色弯曲菌（学名：Flaviflexus ciconiae）是黄色弯曲菌属的下属物种。它是一种革兰氏阳性、不形成孢子且严格好氧的细菌。它首先从来自韩国首尔大公园动物园里的东方白鹳（Ciconia boyciana）的粪便中分离出来的。